# 俄羅斯蘇維埃聯邦社會主義共和國國旗
俄羅斯蘇維埃聯邦社會主義共和國國旗是苏俄和苏联加盟共和国俄罗斯苏维埃联邦社会主义共和国所使用的國旗。最早是一面紅旗，左上角以金色裝飾之體書以“俄罗斯苏维埃联邦社会主义共和国”全名的縮寫。1954年改為仿照蘇聯國旗的形式，只是左方八分一為淺藍色，浅蓝色象征俄罗斯领土最北端毗邻的北冰洋。1991年11月1日，俄罗斯苏维埃联邦社会主义共和国改用类似革命前的三色旗但比例为1:2的白藍紅三色旗为俄罗斯国旗。

### 历代国旗

#### 俄羅斯蘇維埃聯邦社會主義共和國時期
- 1918年至1918年的俄罗斯苏维埃联邦社会主义共和国國旗（比例为1:2，旗面上的俄文縮寫為）
- 1918年至1937年的俄罗斯苏维埃联邦社会主义共和国國旗（比例为1:2，旗面上的俄文縮寫為）
- 1918年7月10日批准的俄罗斯苏维埃联邦社会主义共和国国旗的早期变体（比例为1:2，旗面上的俄文縮寫為）
- 1920年至1937年的俄罗斯苏维埃联邦社会主义共和国國旗（比例为1:2，旗面上的俄文縮寫為）

- 1937年至1954年的俄罗斯苏维埃联邦社会主义共和国国旗（比例为1:2）
- 1954年至1991年的俄罗斯苏维埃联邦社会主义共和国国旗（比例为1:2）
- 1954年至1991年的俄罗斯苏维埃联邦社会主义共和国国旗的深蓝色变体（比例为1:2）
- 1991年至1993年的俄罗斯苏维埃联邦社会主义共和国和俄羅斯聯邦国旗（比例为1:2）
- 1991年至1993年的俄罗斯苏维埃联邦社会主义共和国和俄羅斯聯邦国旗的深蓝色变体（比例为1:2）

## 设计
| 绘制方法 |
| -------- |
|          |

据推测，这面国旗的设计可能借鉴了1568~1576年伊凡雷帝时期编年史中出现的旗帜——其插图中多次出现了包含红色旗面以及旗杆侧的浅色窄条的旗。

## 基于俄罗斯苏维埃联邦社会主义共和国国旗的旗帜
基于1954年版本的俄罗斯苏维埃联邦社会主义共和国国旗设计的历史旗帜：
- 巴什基尔苏维埃社会主义自治共和国国旗
- 布里亚特苏维埃社会主义自治共和国国旗
- 车臣-印古什苏维埃社会主义自治共和国国旗
- 楚瓦什苏维埃社会主义自治共和国国旗
- 达吉斯坦苏维埃社会主义自治共和国国旗
- 卡巴尔达-巴尔卡尔苏维埃社会主义自治共和国国旗
- 卡尔梅克苏维埃社会主义自治共和国国旗
- 卡累利阿苏维埃社会主义自治共和国国旗
- 科米苏维埃社会主义自治共和国国旗
- 马里苏维埃社会主义自治共和国国旗
- 莫尔多瓦苏维埃社会主义自治共和国国旗
- 北奧塞梯蘇維埃社會主義自治共和國国旗
- 鞑靼苏维埃社会主义自治共和国国旗
- 圖瓦苏维埃社会主义自治共和国国旗
- 乌德穆尔特苏维埃社会主义自治共和国国旗
- 雅库特苏维埃社会主义自治共和国国旗
- 弗拉基米尔州州旗

基于1954年版本的俄罗斯苏维埃联邦社会主义共和国国旗设计的现行旗帜：
- 弗拉基米尔州州旗
- 弗拉基米尔州苏多格达区旗帜
- 克麦罗沃州州旗
- 阿尔泰边疆区区旗
- 奥廖尔市旗
- 奥廖尔州州旗